# 신철 (1964년)
신철(1964년 12월 4일~)은 대한민국의 가수·래퍼·작사가이자 방송인이다. 대표작으로는 "철이와 미애" 시절에 활동했던 `너는 왜`라는 노래 작품이 있다.

## 생애
- 전라북도 전주 출생이며 서울에서 성장한 그는 1987년 다운타운 디스크 자키로 첫 데뷔하였고 1989년에는 "나미와 붐붐"의 래퍼로 활동하였으며 1993년 댄스 팝 음악 듀오 "철이와 미애"의 래퍼로 활동하였고 이듬해 1994년 힙합 음악 그룹 "DJ DOC"의 음반 디렉터로 활동하였으며 1997년 가수 유승준의 음반 디렉터로 활동하였고 이어 같은 해 영화 《할렐루야》의 OST 곡 〈대찬인생〉이라는 노래로 잠시 솔로 록 음악 가수 활동을 하였다.
- 그는 민물낚시 등에 취미가 있으며, 2000년에는 걸 그룹 SZ를 프로듀싱하였다.

## 학력
- 서울서교초등학교 졸업
- 고려대학교 사범대학 부속중학교 졸업
- 고려고등학교 졸업

## 라디오
- 《SBS 러브 FM》DJ처리와 함께 아자아자 (2004~2014)
- 《경기방송 KFM》DJ처리와 함께 아자아자 시즌 2 (2014~2015)
- 《카카오TV》DJ처리와 함께 아자아자 시즌3 (2017~현재)

## 앨범

### 철이와 미애 활동 시절
- 1993년 - 철이와 미애 1집 (철이와 미애)
- 1994년 - 철이와 미애 뚜벅이 사랑
- 2003년 - 철이와 미애 너는 왜 (Digital Single)

### DJ처리로 활동하면서 발매한 앨범들
- 1999년 - DJ처리 MIX MAG 2000
- 2001년 - DJ처리의 Cross Over Vol.1
- 2002년 - 보스 상륙 작전 (Boss X File) O.S.T
- 2004년 - Mix Mac 2004
- 2004년 - DJ Chully's Cross Over
- 2004년 - Mix Mac 2004 Super New Version 2
- 2005년 - DJ처리의 Cross Over Vol. 2
- 2005년 - DJ처리와 함께 아자아자 진품명작 1
- 2005년 - Mix Mac 2005 New Version
- 2006년 - DJ처리의 CrossOver - 세일즈맨의 죽음 (Digital Single)
- 2006년 - DJ처리의 2006 White Christmas Remix
- 2007년 - 라디오스타 Prontier Vol.1
- 2010년 - DJ처리의 부모님 전상서

## 기타
- 1980년대 이종환, 김광한, 박세민과 함께 '4대 DJ'로 불렸다.